# بردغون
بردغون، روستایی از توابع بخش مرکزی شهرستان بندر لنگه در استان هرمزگان ایران است.

## جمعیت
این روستا در دهستان حومه قرار دارد و براساس سرشماری مرکز آمار ایران در سال ۱۳۸۵، جمعیت آن ۸ نفر (۶خانوار) بوده‌است.